# Wendy Matthews
Wendy Joan Matthews (Montréal, 1960) è una cantante canadese naturalizzata australiana.

## Biografia
Wendy Matthews Ha iniziato la sua carriera musicale pubblicando You've Always Got the Blues, colonna sonora della serie televisiva Stringer, in duetto con Kate Ceberano, che ha raggiunto la 7ª posizione della classifica australiana e grazie al quale è stata candidata per la prima volta agli ARIA Music Awards. È stato certificato disco di platino in Australia, dove è risultato il 35º album più venduto del 1988. Dopo aver preso parte al gruppo Absent Friends, il suo primo album solista, intitolato Émigré, è uscito nel 1990 e si è piazzato 11º nella ARIA Albums Chart, venendo certificato disco di platino. Agli ARIA Music Awards 1991 la cantante ha vinto due premi. Il disco Lily si è rivelato il più grande successo della Matthews, raggiungendo la 2ª posizione in madrepatria, dove è stato certificato triplo disco di platino e risultando il 33º disco più venduto del 1993 e il 26º del 1994. È stato promosso dalla hit The Day You Went Away, arrivata in 2ª posizione nella ARIA Singles Chart, che è stata l'8ª canzone più venduta dell'anno a livello nazionale. Agli ARIA Music Awards 1993 la cantante ha trionfato in tre categorie. Da allora ha vinto un ulteriore riconoscimento alla medesima premiazione ed ha piazzato altri cinque album in studio nella classifica australiana; in particolare, The Witness Tree al numero 16, è stato certificato disco di platino. Nel 1999 ha pubblicato il greatest hits Stepping Stones, 4º in classifica e che ha regalato un altro disco di platino alla Matthews.

## Discografia

### Album
- 1988 – You've Always Got the Blues (con Kate Ceberano)
- 1990 – Émigré
- 1992 – Lily
- 1994 – The Witness Tree
- 1997 – Ghosts
- 2001 – Beautiful View
- 2004 – Café Naturale
- 2008 – She
- 2013 – The Welcome Fire
- 2015 – Billie and Me: The White Room Sessions

### Album dal vivo
- 1991 – The Way It Has to Be

### Raccolte
- 1999 – Stepping Stones
- 2007 – The Essential Wendy Matthews

### Singoli
- 1985 – Dancing Daze (con Jenny Morris)
- 1985 – Dare to Be Bold
- 1986 – Might Have Been (con Jenny Morris e Mark Williams)
- 1988 – You've Always Got the Blues (con Kate Ceberano)
- 1988 – Guilty (Through Neglect) (con Kate Ceberano)
- 1990 – Token Angels
- 1991 – Woman's Gotta Have It
- 1991 – Let's Kiss (Like Angels Do)
- 1992 – The Day You Went Away
- 1993 – Friday's Child
- 1993 – If Only I Cloud
- 1993 – T.K.O.
- 1994 – Standing Strong
- 1995 – Love Will Keep Me Alive
- 1995 – Say a Prayer
- 1997 – Then I Walked Away
- 1997 – Big
- 1998 – Beloved
- 1998 – Day by Day
- 1998 – I've Got to Have You
- 2000 – Free
- 2001 – Beautiful View
- 2001 – Like the Sun
- 2008 – Fallen Angels
- 2014 – Amelia